# Ефіопія на зимових Олімпійських іграх 2006
Ефіопія на зимових Олімпійських іграх 2006 була представлена 1 спортсменом в 1 виді спорту. Збірна не завоювала жодної медалі.

## Гонки на лижах
| Спортсмен          | Гонки | Час     | Номер |
| ------------------ | ----- | ------- | ----- |
| Робель Теклемаріам | 15 км | 47.53,8 | 83    |